# Ames (apellido)

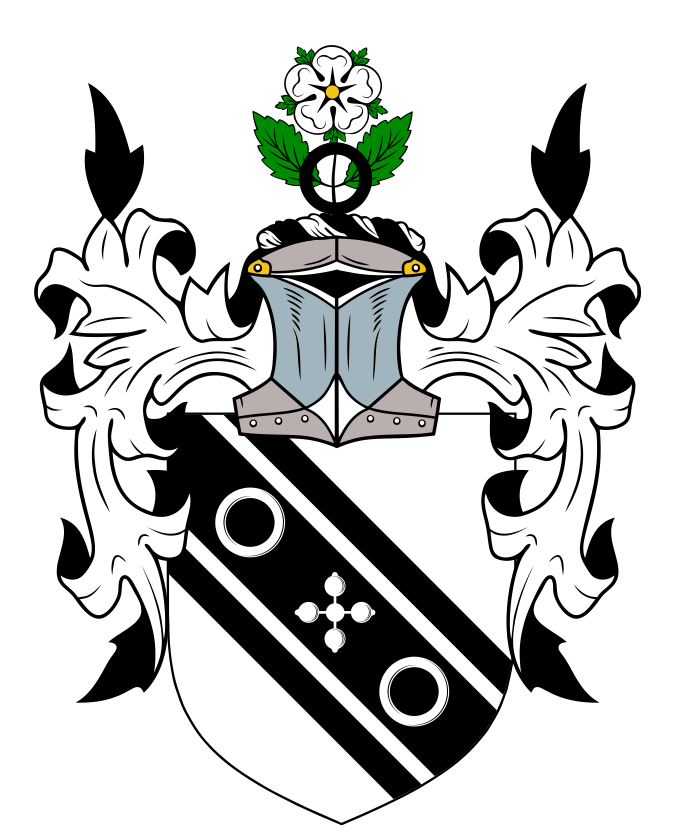
Escudo atribuido a Sir William Ames antes de 1608.

El apellido Ames, con sus variaciones Aames, Amess, Amies, Amis, Amiss, Amos, Hames, Haymes, Eames y otros. Puede ser de origen francés, inglés, alemán o vasco.
- En Francia, proviene de la ciudad norteña de Ames. Del sustantivo amie, que significa amigo o amada, el cual pudo derivar del nombre personal francés antiguo Amys del latín amicus
- En Gran Bretaña, cuyos miembros más antiguos se encuentran en los condados de Northumberland y Norfolk; el apellido deriva en Amies, Hames, Haymes, Eames y Emmes. Procede del inglés medieval Amys o Amice procedente también del latín amicus. Se encuentran por ejemplo, los miembros de la familia Ames, antigua y notable en los Estados Unidos.
- En Alemania, podría derivar de Ameise, que significa 'hormiga'.
- En España, proveniente de la raíz Oiames u Oyames, que significa 'lugar muy húmedo'. La ciudad de Ames en La Coruña posee el nombre.
- Es una variante del apellido de origen vasco, Amez, cuyo significado es 'roble'.

- Datos: Q12784464
- Multimedia: Ames (surname) / Q12784464